# 송도 나들목
송도 나들목(Songdo IC)은 인천광역시 연수구 송도2동과 동춘1동에 걸쳐 설치된 제2경인고속도로 연수 ~ 송도 구간의 교차로이자 제2경인고속도로 연수 ~ 송도 구간의 종점이다. 아암대로와 접속하며, 직진시 제3경인고속화도로와 간접 직결된다. 건설 당시 가칭은 동춘 나들목이었다.

## 연혁
- 2005년 12월 28일 : 나들목 신설을 위해 인천광역시 도시계획시설 교통광장에 동춘 나들목으로 고시[1]
- 2009년 10월 19일 : 제2경인고속도로 인천대교 구간 개통과 함께 영업 개시[2]

## 구조물 정보
- 위치 : 인천광역시 연수구 송도2동, 동춘1동

## 접속하는 도로
- 아암대로 (국도 제77호선, 국가지원지방도 제84호선, 국가지원지방도 제98호선)
- 간접 연결 : 제3경인고속화도로 (지방도 제330호선, 고잔 요금소까지 직결)